# Ușakivka, Lutuhîne
Ușakivka (în ucraineană Ушаківка) este un sat în comuna Illiria din raionul Lutuhîne, regiunea Luhansk, Ucraina.

## Demografie
Componența lingvistică a localității Ușakivka
     Ucraineană (82,73%)
     Rusă (15,91%)
     Alte limbi (0,91%)
Conform recensământului din 2001, majoritatea populației localității Ușakivka era vorbitoare de ucraineană (82,73%), existând în minoritate și vorbitori de rusă (15,91%).